# Neorautanenia mitis
Espèce
Classification phylogénétique
Synonymes
- Dolichos mitis A. Rich.[1]
- Dolichos orbicularis (Baker) Baker f.[1]
- Dolichos pseudopachyrhizus Harms[1]
- Neorautanenia orbicularis (Baker) Torre[1]
- Neorautanenia pseudopachyrrhiza (Harms) Milne-Redh.[1]
- Pachyrhizus orbicularis Welw. ex Baker[1]
- Pueraria hochstetteri Chiov.[1]

Neorautanenia mitis est une espèce de plantes à fleurs de la famille des Fabaceae et du genre Neorautanenia présente en Afrique tropicale.

## Description
C'est une herbe grimpante, érigée ou couchée, avec une souche souvent conique, d'un diamètre supérieur à 40 cm et pesant de 10 à 15 kg, et des gousses argento-pileuses de 12-15 x 1,5 cm.

## Distribution
L'espèce est très répandue en Afrique occidentale, orientale, centrale et vers le sud jusqu'en Angola.

## Habitat
On la rencontre dans la savane, les forêts claires, les forêts galeries, souvent dans des endroits rocheux.

## Utilisation
Plante fourragère, elle est également utilisée comme engrais vert. Associée à d'autres espèces, une décoction de ses racines est employée pour traiter les troubles de la lactation (hypogalactie).